# Posta (Olaszország)
Posta település Olaszországban, Lazio régióban, Rieti megyében. Lakosainak száma 557 fő (2023. január 1.). Posta Borbona, Montereale, Micigliano, Cittareale és Leonessa községekkel határos.

## Népesség
A település lakossága az elmúlt években az alábbi módon változott:
| Lakosok száma | 666  | 649  | 557  |
|               | 2017 | 2018 | 2023 |